# Mazo

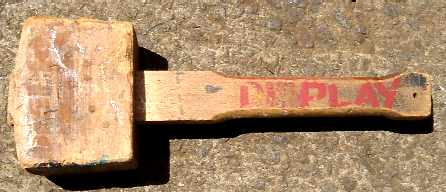
Mazo de madera.

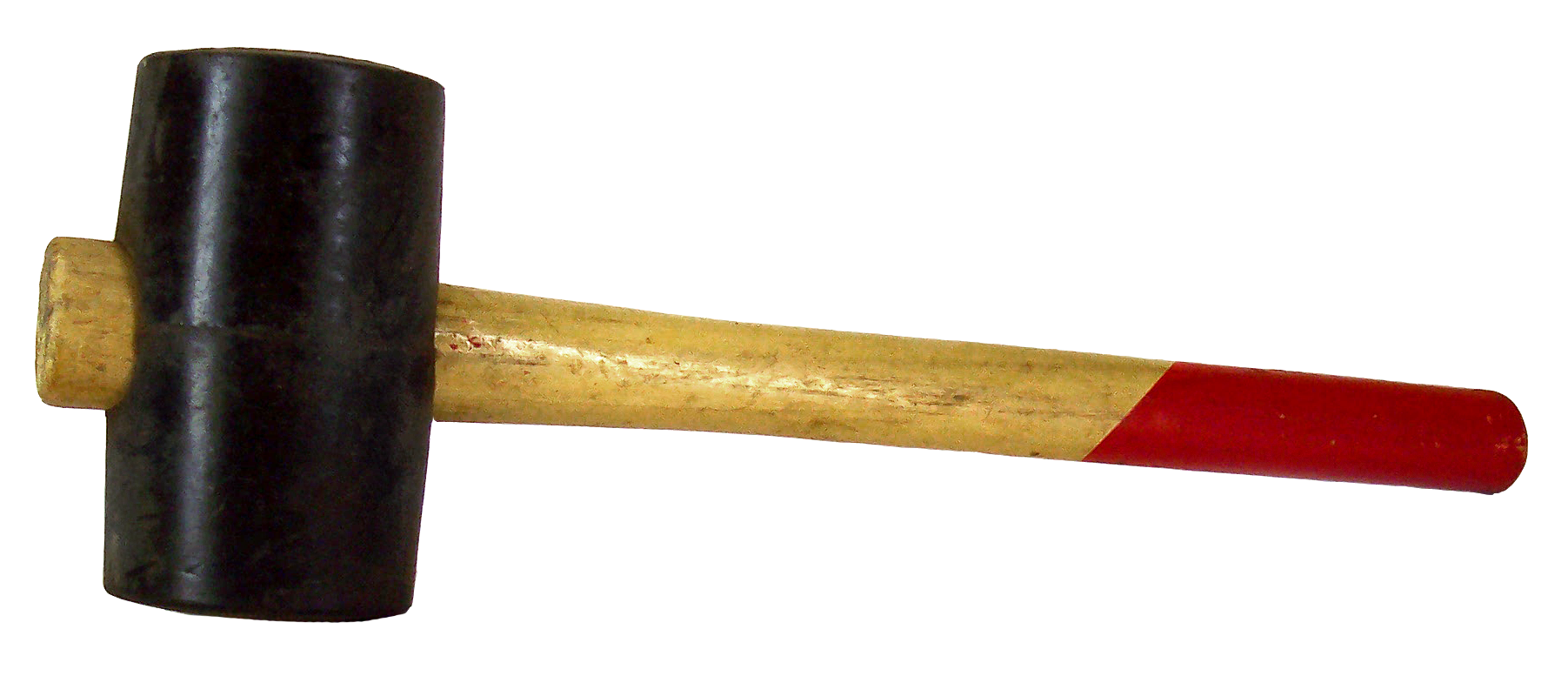
Mazo de goma.

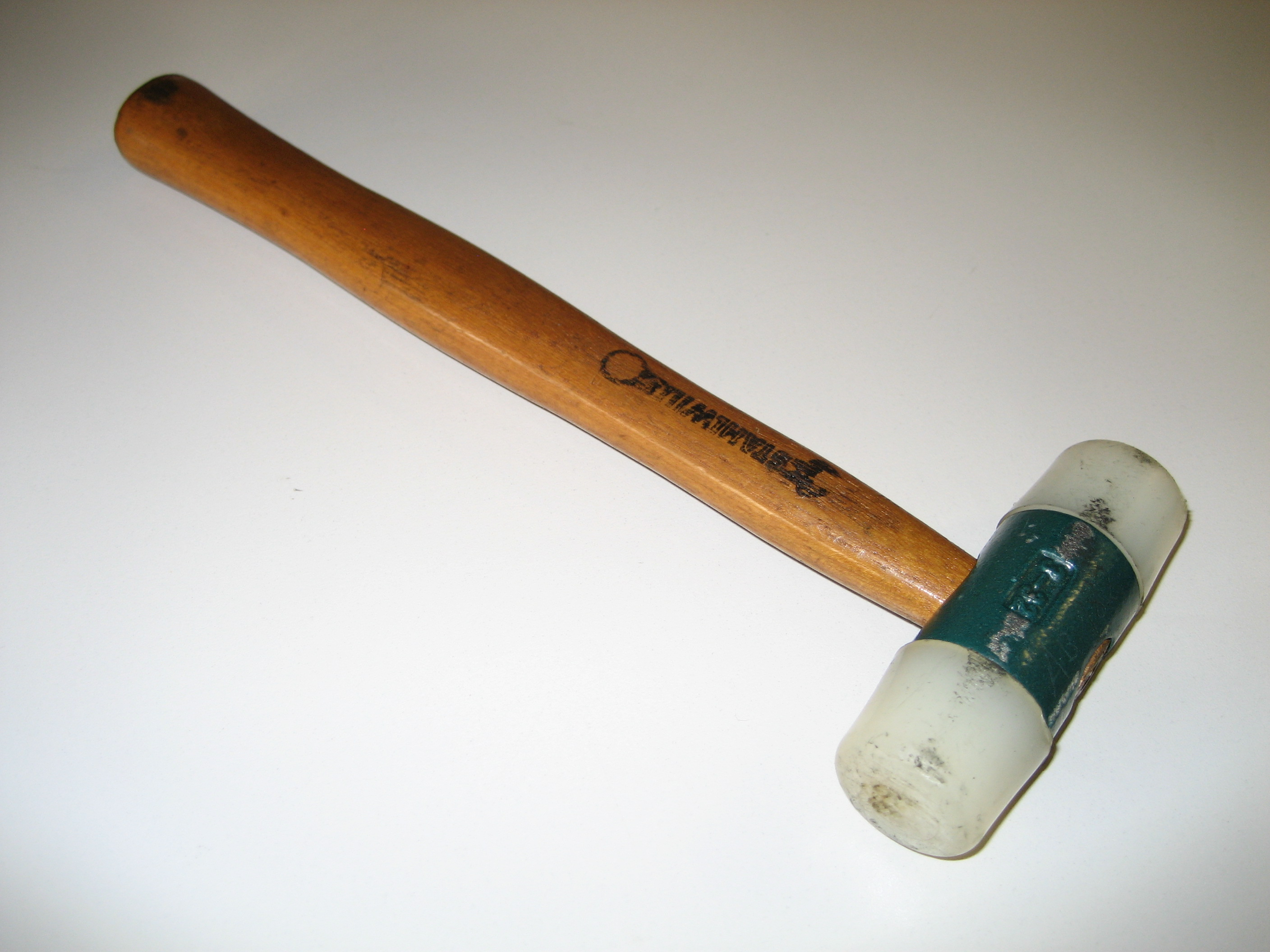
Mazo de plástico.

Un mazo es una herramienta de mano que sirve para golpear o percutir; tiene la forma de un martillo, pero es de mayor tamaño y peso. Mientras que el martillo cumple su principal papel dentro de la carpintería, el mazo lo desempeña en la industria de la construcción o en la albañilería.[cita requerida]
Consta de un mango y la cabeza perpendicular al mango. Generalmente suelen ser comercialmente de plástico, aunque también frecuentemente se fabrican de madera o de algún metal barato y resistente. Su uso más común es golpear el objeto.

## Cabeza
Mazo de madera:  se utiliza para ensamblajes en carpintería para no dañar los elementos de unión, pero sí transmitir la fuerza.
Mazo de goma: La superficie suave de sus caras no daña los elementos durante la operación. Se utiliza en la instalación de piso cerámico. Pueden dejar manchas. La alternativa son los mazos con goma blanca. 
Mazo de acero:  Son utilizados en construcción o ensamblaje de piezas metálicas.

## Mango
Madera: es un material económico y más común. La madera que se utiliza comúnmente es el encino.
Fibra de vidrio: no se oxida ni contamina por hongos. Tiene un peso ligero. No le afecta la humedad, pero tiene un coste mayor.
Acero: alta durabilidad.